# フォード・フィエスタ・ラリー3
フォード・フィエスタ・ラリー3（ford fiesta rally3）は、MスポーツがグループRally3規定に合わせて開発および製造した4WDのラリーカー。
市販のフォード・フィエスタをベースにしており、2021年にデビューした。 
2022年現在、この車は世界ラリー選手権でジュニアWRC（JWRC、WRC3ジュニアとも）の車両として使用されており、かつ同クラスで唯一の車両である。

## 概要
2021年11月16日先行予約を開始。車両販売価格は9万9999ユーロ（約1240万円、税抜、登録費用は含まない）である。
コスト効率の高い4WDマシンとして誕生したラリー3規定に合致するフィエスタ・ラリー3は、Mスポーツ・ポーランドがポーランドのクラクフにある施設で設計、開発を行ったマシンで、ジュニアWRCの新しい時代を象徴することになるモデル。